# Henry MacRae
Henry Alexander MacRae (29 de agosto de 1876 – 2 de outubro de 1944) foi um cineasta, roteirista e produtor nascido no Canadá e radicado na indústria cinematográfica estadunidense. Trabalhou principalmente durante a era do cinema mudo, em muitos seriados, a grande maioria para a Universal Pictures. Um dos pioneiros do cinema hollywoodiano provenientes do Canadá, MacRae tem sido creditado devido às muitas inovações que ofereceu à produção cinematográfica, incluindo a iluminação artificial de interiores, o aeoliphone (máquina de produção de sons do vento), a dupla exposição e as tomadas noturnas.

## Biografia
Henry MacRae nasceu em Toronto, Ontário, no Canadá. Radicou-se ao cinema estadunidense, e atuou como diretor entre 1912 e 1933, em mais de 130 filmes, a maioria na era silenciosa. O primeiro filme que dirigiu foi A Heart in Rags, em 1912, para a Selig Polyscope Company. Depois dirigiu alguns filmes para a Bison Motion Pictures e vários seriados para a Universal Pictures, como o seriado The Trey o' Hearts, de 1914, e Lloyd of the C.I.D., o último seriado a dirigir, em 1932.
Além de muitos Westerns, seriados e filmes de aventura, ele dirigiu a primeira co-produção Thai-hollywoodiana, Miss Suwanna of Siam, em 1923.
Seu primeiro filme sonoro foi o seriado Tarzan the Tiger, para a Universal Pictures, em 1929. Dirigiu também westerns estrelados por Hoot Gibson e Tom Mix. Sua última direção foi em 1933, no filme Rustlers' Roundup, com Tom Mix.
Entre suas mais de 70 produções cinematográficas também figuram diversos seriados, entre eles The Radio Detective (1926), The Green Hornet (1940) e Flash Gordon Conquers the Universe (1940). O último seriado a produzir foi Mystery of the River Boat, para a Universal Pictures, em 1944. Nos anos 1960, muitos de seus seriados foram reeditados como filmes e veiculados na televisão.
Na roteirização, foram mais de 30 filmes que ele escreveu ou co-escreveu, entre eles os seriados The Dragon's Net, em 1920, e The Phantom Rider, em 1936, ambos para a Universal Pictures.
MacRae faleceu em Beverly Hills, Los Angeles, e está sepultado no Forest Lawn Memorial Park, em Glendale.

## Filmografia parcial

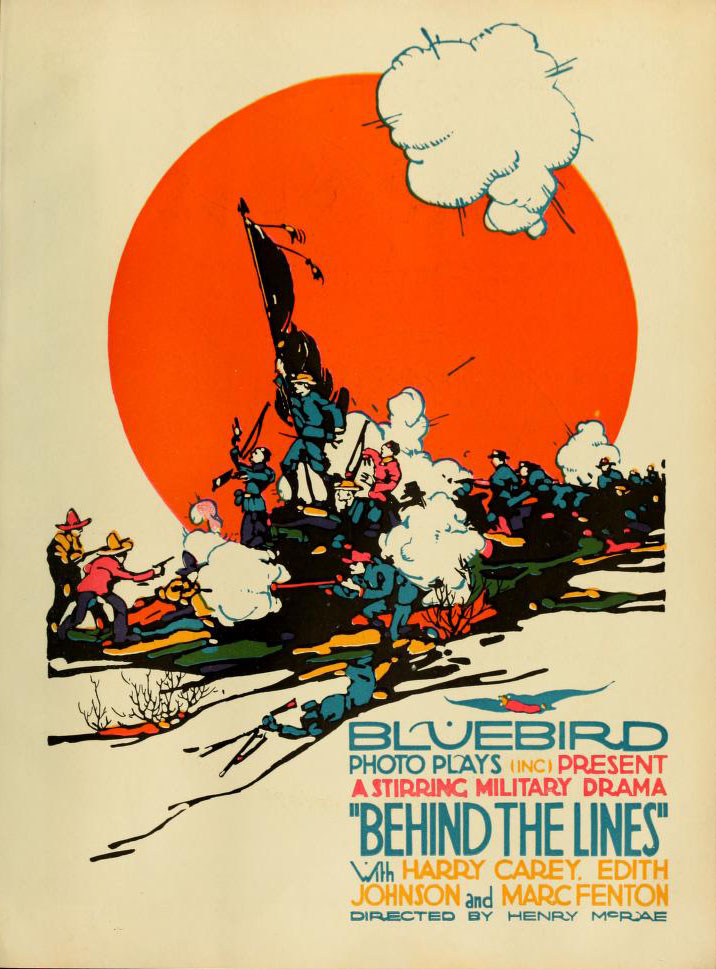
Cartaz do filme Behind the Lines, de 1916, dirigido por MacRae.

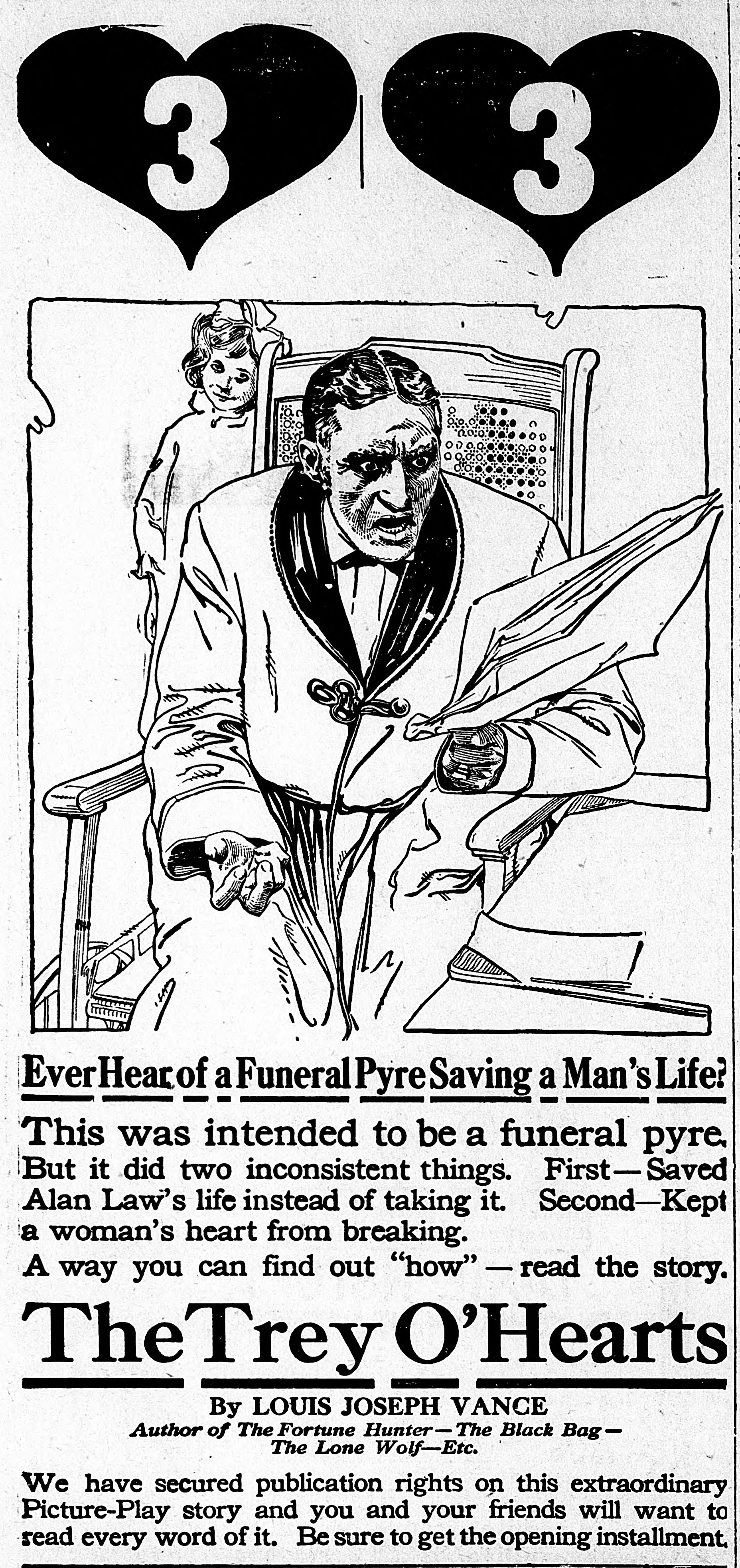
Anúncio do seriado The Trey o' Hearts, dirigido por MacRae em 1914.

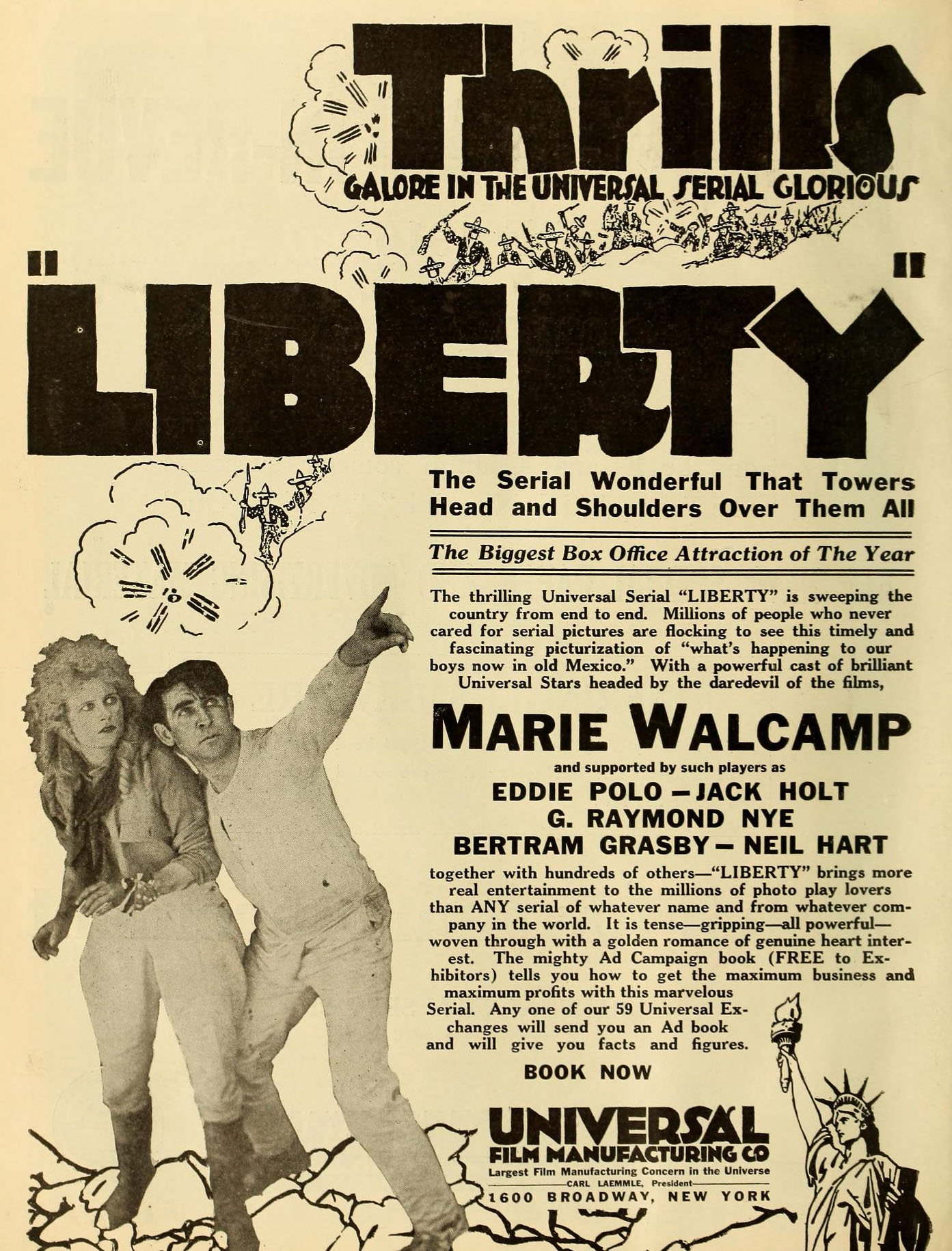
Anúncio do seriado Liberty, A Daughter of the USA (1916), dirigido por MacRae.

- Mystery of the River Boat (1944, produção associada)
- The Great Alaskan Mystery (1944, produção associada)
- Adventures of the Flying Cadets (1943, produção associada)
- Don Winslow of the Coast Guard (1943, produção associada)
- Overland Mail (1942, produção associada)
- Drums of the Congo (1942, produção associada)
- Junior G-Men of the Air (1942, produção associada)
- Don Winslow of the Navy (1942, produção associada)
- Sea Raiders (1941, produção associada)
- Riders of Death Valley (1941, produção associada)
- Sky Raiders (1941, produção associada)
- The Green Hornet Strikes Again! (1940, produção associada)
- Junior G-Men (1940, produção associada)
- Winners of the West (1940, produção associada)
- Flash Gordon Conquers the Universe (1940, produção associada)
- The Green Hornet (1940, produção associada)
- The Phantom Creeps (1939, produção associada)
- The Oregon Trail (1939, produção associada)
- Scouts to the Rescue (1939, produção associada)
- Flaming Frontiers (1938, produção associada)
- Flash Gordon's Trip to Mars (1938, produção)
- Forbidden Valley (1938, produção associada)
- Tim Tyler's Luck (1937, produção associada)
- West Bound Limited (1937, produção associada)
- Wild West Days (1937, produção associada)
- Secret Agent X-9 (1937, produção associada, não-creditado)
- Jungle Jim (1937, produção associada)
- The Phantom Rider (1936, produção e roteiro)
- Flash Gordon (1936)
- The Adventures of Frank Merriwell (1936, produção)
- Tailspin Tommy in the Great Air Mystery (1935, produção)
- Stormy (1935, produção)
- The Roaring West (1935, produção)
- The Call of the Savage (1935, produção associada)
- Rustlers of Red Dog (1935, produção associada)
- Tailspin Tommy (1934, produção associada)
- The Red Rider (1934, produção associada)
- The Vanishing Shadow (1934, produção associada)
- Pirate Treasure (1934, produção associada)
- The Perils of Pauline (1933, produção associada)
- Gordon of Ghost City (1933, produção)
- The Phantom of the Air (1933, produção associada)
- Clancy of the Mounted (1933, produção associada)
- Lloyd of the C.I.D. (1932, produção e direção)
- The Green Spot Mystery (1932, produção)
- The Lost Special (1932, produção associada)
- The Jungle Mystery (1932, produção associada)
- Heroes of the West (1932, produção associada)
- The Airmail Mystery (1932, produção)
- Battling with Buffalo Bill (1931, produção)
- Danger Island (1931, produção e roteiro)
- Heroes of the Flames (1931, produção e roteiro)
- Finger Prints (1931, produção)
- The Spell of the Circus (1931, produção)
- Terry of the Times (1930, produção)
- The Jade Box (1930)
- The Lightning Express (1930, produção)
- The Indians Are Coming (1930, produção e direção)
- Smilin' Guns (1929)
- The Ace of Scotland Yard (1929)
- Tarzan the Tiger (1929, direção)
- Burning the Wind (1929)
- The Trail of the Tiger (1927)
- Strings of Steel (1926, direção)
- The Radio Detective (1926, produção)
- The Scarlet Streak (1925, direção)
- Ace of Spades (1925, direção)
- Miss Suwanna of Siam (1923)
- The Dragon's Net (1920, direção, produção e roteiro)
- Elmo the Mighty (1919)
- The Phantom Riders (1918, roteiro)
- Bull's Eye (1917, roteiro)
- The Mystery Ship (1917)
- Guilty (1916)
- The Conspiracy (1916)
- Behind the Lines (1916)
- Liberty, A Daughter of the USA (1916)
- The Trey o' Hearts (1914, direção)
- The Werewolf (1913)
- In the Secret Service (1913)
- The Girl and the Tiger (1913)
- In the Coils of the Python (1913)